# ناوچه کلاس موج
| ناوچهٔ کلاس موج ایران · | ناوچهٔ کلاس موج ایران · |
| ---------------------- | --- |
| ناوچهٔ جماران           | |
| اطلاعات کلی            | |
| برگرفته از نام         | کلاس الوند |
| نوع کشتی               | ناو محافظ |
| کلاس                   | کلاس موج |
| کشور سازنده            | ایران |
| ورود به ناوگان         | ۱۳۸۸-اکنون |
| مشخصات                 | |
| طول کشتی               | ۹۴٫۵ متر |
| پهنای بدنه             | ۱۱٫۱ متر |
| ارتفاع ستون            | ۳٫۲۵ متر |
| بارگیری استاندارد      | ۱٬۴۲۰ تن |
| نوع موتور              | ۲ موتور ۱۰٬۰۰۰ اسب بخار ۴× ۵۵۰ kw دیزل ژنراتور در جماران و در دماوند و سهند و دنا ۴ موتور ۵٬۰۰۰ اسب بخار ۴× ۵۵۰ kw دیزل ژنراتور |
| تعداد خدمه             | ۱۲۰−۱۴۰ نفر |
| سرعت                   | ۳۰ گره دریایی (۵۶km/h) |
| برد عملیاتی            | ۳۰۰۰ مایل دریایی (بیش از ۵۵۰۰ کیلومتر) |
| جنگ‌افزارها             | |
| توپخانه                | ۱× توپ ۷۶ میلی‌متری فجر ۲۷ ۲× توپ ۲۰ میلی‌متری ۲× ۱× توپ ۴۰ میلی‌متری دفاع هوایی |
| سیستم موشکی            | ۸× موشک ضد کشتی نور (نسخه ایرانی موشک سی-۸۰۲ چینی) ۲× اژدرانداز سه‌گانه ۳۲۴ میلی‌متری کوسه |
| رادار                  | مجهز به رادار عصرX و تجهیزات الکترونیکی نوین |
| توپخانه ضدهوایی        | ۱× توپ ۴۰ میلی‌متری یا سامانه کمند |
| موشک دفاع هوایی        | ۴× موشک سطح‌به‌هوا محراب |
| جنگ الکترونیک          | سامانه‌های جنگ الکترونیک و ضدالکترونیک |
| هواگردهای قابل حمل     | ۱× بالگرد ضد زیردریایی بل ۲۱۲ یا اس‌اچ-۳ سی کینگ |
| سرنوشت                 | |
| تاریخ و محل غرق شدن    | دومین فروند کلاس موج (دماوند) در سال ۱۳۹۶ غرق شد. |
|                        | این مقاله به هیچ منبع و مرجعی استناد نمی‌کند. لطفاً با افزودن یادکرد به منابع قابل اعتماد برطبق اصول تأییدپذیری و شیوه‌نامهٔ ارجاع به منابع، به بهبود این مقاله کمک کنید. مطالب بدون منبع را می‌توان به چالش کشید و حذف کرد. یافتن منابع: "ناوچه کلاس موج" – اخبار · روزنامه‌ها · کتاب‌ها · آکادمیک · جی‌استور (چگونگی و زمان حذف پیام این الگو را بدانید) |

کلاس موج کلاسی از ناوچه‌های ساخت ایران است. اولین ناو این کلاس جماران نام دارد که در بندر امام‌خمینی تکمیل گردید و در سال ۱۳۸۸ تحویل نیروی دریایی ارتش جمهوری اسلامی ایران داده شده است.
در تاریخ ۴ اسفند ۱۳۸۵ رسانه‌های ایرانی از آغاز ساخت دومین فروند این کلاس تحت عنوان ولایت خبر دادند. (بعدها این فروند به ناوچهٔ دماوند تغییر نام داد.)
سومین فروند از ناوچه‌های کلاس موج، به یاد ناوچهٔ سهند از کلاس الوند که در عملیات آخوندک در سال ۱۳۶۷ غرق شد، سهند نامگذاری شد. سازهٔ فولادی ناوچهٔ سهند در ۲۸ شهریور ۱۳۹۱ به آب انداخته شد و سال ۱۳۹۷ وارد خدمت شد.
به گفتهٔ حبیب‌الله سیاری ناوهای این کلاس به ترتیب نام‌هایشان، پروژهٔ قوی‌تر و با تکنولوژی‌های جدیدتری نسبت به ناوهای قبلی خواهند شد. وی همچنین شمار پروژه‌های ساخته شده و در حال ساخت موج را ۷ عدد اعلام نمود.

## کشتی‌های این کلاس
| کشتی                 | شماره بدنه | بندر       | تاریخ به آب اندازی | وضعیت                                                                                                  |
| -------------------- | ---------- | ---------- | ------------------ | --- |
| ناوچه جماران         | ۷۶         | بندرعباس   | ۲۰۱۰               | فعال                                                                                                   |
| ناوچه دماوند         | ۷۷         | بندر انزلی | ۲۰۱۲               | از بین رفته و غرق شده. (ناو دماوند ۲ به جای آن جایگذاری شد که بعداً با عنوان دیلمان نام‌گذاری شد)        |
| ناوچه سهند           | ۷۴         | بندرعباس   | ۲۰۱۸               | غیر فعال، پس از غرق شدن در ۱۹ تیر ۱۴۰۳، در ۱ مرداد از آب بیرون کشیده و به داک جهت تعمیر اساسی منتقل شد |
| ناوچه دنا            | ۷۵         | بندرعباس   | ۲۰۲۰               | فعال                                                                                                   |
| ناوچه دیلمان         | ۷۸         | بندر انزلی | ۲۰۲۳               | فعال                                                                                                   |
| ناوچه اطلاعاتی زاگرس | ۳۱۳        | بندرعباس   | ٢۰٢۵               | فعال                                                                                                   |
| ناوچه تفتان          |            | خرمشهر     |                    | درحال ساخت                                                                                             |
| ناوچه طلائیه         |            | بندر عباس  |                    | در حال ساخت                                                                                            |

## پی‌نوشت‌ها
1. ↑  Iranian Students' News Agency (ISNA) Destroyer production line inaugurated in Iran (Wave II)خبرگزاری ایسنا بایگانی‌شده  در ۷ فوریه ۲۰۱۲ توسط Wayback Machine February 23, 2007.
2. ↑  «خبرگزاری فارس». بایگانی‌شده از اصلی در ۱ سپتامبر ۲۰۱۷. دریافت‌شده در ۳ ژانویه ۲۰۱۲.
3. ↑  «خبرگزاری فارس». بایگانی‌شده از اصلی در ۱۹ سپتامبر ۲۰۱۲. دریافت‌شده در ۲۰ سپتامبر ۲۰۱۲.
4. ↑  Compton, Zella (2024-07-19). "Iranian warship that sank during repairs now retrieved". Marine Industry News (به انگلیسی). Retrieved 2024-07-23.
5. ↑  Dangwal, Ashish (2024-07-22). "Iranian Navy "Pulls Out" Capsized Frigate IRIS Sahand That Had Sunk In Port Of Bandar Abbas - Reports". EURASIAN TIMES (به انگلیسی). Retrieved 2024-07-23.